# 1906 في جمهورية الدومينيكان
فيما يلي قوائم الأحداث التي وقعت خلال عام 1906 في جمهورية الدومينيكان.

## سياسة

### تعيين في المنصب
- 1 يناير – رامون كاسيريس رئيس جمهورية الدومينيكان.

## مواليد

### يناير
- 22 يناير – إدواردو بريتو مغني من جمهورية الدومينيكان.

### سبتمبر
- 1 سبتمبر – خواكين بالاغوار

## وفيات

### أغسطس
- 20 أغسطس – فرناندو ارتورو ميرينو دي (مواليد 1833)